# Вилфрат
Вилфрат (њем. Wülfrath) град је у њемачкој савезној држави Северна Рајна-Вестфалија. Једно је од 10 општинских средишта округа Метман. Према процјени из 2010. у граду је живјело 21.530 становника. Посједује регионалну шифру (AGS) 5158036, NUTS (DEA1C) и LOCODE (DE WLF) код.

## Географски и демографски подаци
Вилфрат се налази у савезној држави Северна Рајна-Вестфалија у округу Метман. Град се налази на надморској висини од 262 метра. Површина општине износи 32,2 km². У самом граду је, према процјени из 2010. године, живјело 21.530 становника. Просјечна густина становништва износи 668 становника/km².

## Међународна сарадња
| Мјесто    | Држава               | Врста сарадње | Од    |
| --------- | -------------------- | ------------- | ----- |
| Бонди     | Француска            | партнерство   | 2002. |
| Вер/Хертс | Уједињено Краљевство | партнерство   | 1970. |
| Извор     |                      |               |       |